# Panorama (programa de televisió espanyol)
Panorama va ser un programa de televisió, emès de dilluns a divendres (a les 14:30h) per TVE entre 1960 i 1963.

## Format
Va ser un espai de televisió que responia a la fórmula de magazine o programa de varietats. S'hi 'informava sobre qüestions d'actualitat i es realitzaven entrevistes en directe des dels estudis. Va estar presentat pels periodistes Federico Gallo i Enrique Rubio, que estava especialitzat a narrar successos luctuosos esdevinguts durant la setmana.
Es tracta del primer programa d'aquestes característiques emès per TVE des dels estudis Miramar, de Barcelona, inaugurats el 1959, pocs mesos abans de l'estrena de Panorama.